# Studios Korda
Les studios Korda (en hongrois : Korda Filmstúdió), surnommés « Etyekwood », sont un studio de cinéma hongrois situé à Etyek, à l'ouest de Budapest. 
Ils portent le nom d'Alexander Korda.
La série télévisée britannique The Last Kingdom y a été tourné en partie.